# Hamao Umezawa
Hamao Umezawa (梅沢 浜夫?, Umezawa Hamao; Tokyo, 1º ottobre 1914 – 25 dicembre 1986) è stato un medico giapponese.
Fu anche ricercatore: è noto, infatti, per la scoperta di diversi agenti antimicrobici e inibitori enzimatici.

## Biografia
Dopo la laurea presso la Musashi Junior e Senior High School, Umezawa completò la sua laurea in medicina presso l'Università di Tokyo nel 1937. Dopo aver prestato servizio nell'esercito giapponese durante la seconda guerra mondiale, Umezawa studiò la tubercolosi, arrivando alla sua scoperta, nel 1957, dell'antibiotico kanamicina. Diresse poi l'Istituto di Chimica microbica a Tokyo dove il suo obiettivo principale fu la produzione di agenti antimicrobici attraverso processi di fermentazione. A metà degli anni 1950, Umezawa scoprì la kasugamicina. Nei primi anni sessanta scoprì la bleomicina, un farmaco contro il cancro.

## Riconoscimenti
Gli è stato intitolato un premio, l'Hamao Umezawa Memorial Award .